# Балта (Горж)
Балта (рум. Bâlta) насеље је у Румунији у округу Горж у општини Рунку. Oпштина се налази на надморској висини од 332 m.

## Становништво
Према подацима из 2002. године у насељу је живело 1248 становника, од којих су сви румунске националности.